# Tata Motors
Táta Mótors Ltd. (хинди टाटा मोटर्स, ṭāṭā moṭars) — индийская автомобилестроительная компания, входящая в Tata Group. Штаб-квартира компании расположена в Мумбаи. В списке крупнейших публичных компаний мира Forbes Global 2000 за 2022 год Tata Motors заняла 729-е место.
Tata Motors была основана в 1945 году, когда компания начала производство локомотивов. Свой первый коммерческий автомобиль компания произвела в 1954 году, совместно с Daimler-Benz. Листинг компании на NYSE появился в 2004 году, и в 2005 вошла в топ 10 корпораций Индии с доходом 320 миллиардов INR. В 2004 году она купила завод Daewoo по производству грузовых автомобилей в Южной Корее, известный сейчас под названием Tata Daewoo Commercial Vehicle. Наиболее ожидаемый автомобиль компании Tata Nano, запущен в производство в январе 2008 года.
В марте 2008 года Tata Motors купила у Ford Motor Company британскую компанию Jaguar Land Rover, в которую также входят Daimler, Rover и Lanchester.

## История
Tata Motors — подразделение Tata Group, основанной Джамшети Тата в 1868 году. В 1945 году была создана дочерняя компания по производству локомотивов TATA Engineering and Locomotive Company (TELCO). В 1954 году было создано совместное предприятие с немецкой компанией Daimler-Benz по производству грузовых автомобилей. Экспорт автомобилей начался в 1961 году (в Шри-Ланку). В 1966 году в Пуне было открыто конструкторское бюро, а в 1977 году там же был начат выпуск коммерческого транспорта, также по образцу модели Daimler-Benz. Первый легкий грузовик собственной разработки Tata 407 был выпущен в 1986 году, за ним последовали модели 608 и Tatamobile 206.
Выпуск легковых автомобилей начался в 1991 году с модели Tata Sierra, в следующем году началось производство второй модели, Tata Estate. В 1993 компания подписала договор с Cummins Engine Co. об изготовлении мощных и экологичных дизельных двигателей. В 1994 году было подписано соглашение с Tata Holset Ltd., UK об использовании технологии турбонаддува в двигателях Cummins. Также в этом году было создано совместное предприятие с Mercedes-Benz о производство в Индии моделей немецкого концерна, первой в 1995 году стала E220.
После многих лет доминирования среди коммерческих автомобилей, Tata Motors в 1998 году представила на рынок легковых автомобилей Tata Indica; этот автомобиль стал первым полностью разработанным в Индии легковым автомобилем. Успех Tata Indica привёл к расцвету Tata Motors. Британская версия импортировалась MG Rover Group и продавалась как Rover CityRover. В 2001 году было прекращено сотрудничество с Daimler.
Став крупным индийским производителем автомобилей, компания 29 июля 2003 года сменила название на Tata Motors. В 2004 году была куплена Daewoo Commercial Vehicle Company, дочерняя компания по производству грузовиков южнокорейской группы Daewoo. Также в 2004 году Tata Motors разместила свои акции на Нью-Йоркской фондовой бирже.
.
В 2005 году начался выпуск автобусов Starbus и Globus, также в этом году Tata Motors приобрела 21 % акций испанского производителя автобусов Hispano Carrocera (в 2010 году поглощён полностью, однако в 2013 году основной завод в Сарагосе был закрыт). В 2006 году OICA занесла компанию в список 20 крупнейших автопроизводителей. Tata Ace — первый индийский мини-грузовик, способный перевозить менее одной тонны, поступил в производство в мае 2005 году, в августе 2008 года был продан 200 000-й Ace. В 2006 году Tata Motors заключила договор с Marcopolo, бразильской компанией по производству корпусов автобусов об изготовлении и сборке готовых автобусов и вагонов для скоростных транспортных систем; совместное производство включает технологии шасси и узлов от Tata Motors и разработку и технологии кузовов от Marcopolo.
В 2007 году Tata Motors заключила договор с Fiat на использование технологий дизельных двигателей итальянского автопроизводителя. Также было создано совместное предприятие с таиландской компанией Thonburi по выпуску пикапов в Таиланде, Tata Motors в нём принадлежало 70 % акций.
Tata Motors и люксембургская компания Motor Development International (MDI) совместно разработали первый в мире экономически целесообразный прототип пневмомобиля, названный OneCAT. Пневмомобиль может быть заряжен за 4 часа, подключившись к стандартному разъёму для электромобилей. Автомобиль не использует бензин или другое ископаемое топливо и не имеет выхлопных газов, а электроэнергия используется для сжатия воздуха.
Разработанный Tata Motors и названный Tata Nano поступил в продажу в 2008 году. Это самый дешёвый автомобиль в мире, ранее имевший цену примерно 100 000 индийских рупий (около 2 тыс. долларов США). Компания представила супермини автомобиль на выставке Auto Expo 2008 года в Дели.
27 марта 2008 года Tata Motors подписала договор о покупке Jaguar Land Rover у Ford за 2,3 млрд долларов. Также Tata собирается увеличить свою долю в Daimler и MG Rover.
В 2008 году Tata Motors представила версии с электродвигателем легкового Tata Indica и коммерческого Tata Ace. Компания обозначила, что производство Indica в Индии будет налажено примерно в 2010 году, а в Норвегии производство было запущено в 2009 году. Президент компании Рави Кант объяснил более ранний запуск производства в Норвегии, чем в Индии тем, что в Норвегии уже есть необходимая для выпуска электромобилей инфраструктура (дочерняя компания в Великобритании Tata Motors European Technical Centre купила 50,3 % фирмы Miljø Grenland/Innovasjon, занимающейся разработками в сфере электромобилей).
В июне 2010 года для производства Nano был открыт новый завод в Сананде (штат Гуджарат) производительностью 250 тыс. автомобилей в год. В сентябре того же года была куплена 80-процентная доля в итальянской дизайнерской компании Trilix. В июле 2011 года был открыт завод в ЮАР по крупноузловой сборке грузовых автомобилей Tata. В мае 2015 года акции компании были размещены на двух основных фондовых биржах Индии (Национальной и Бомбейской).

## Собственники и руководство
Крупнейшие акционеры компании — Tata Sons (холдинговая компания Tata Group, 46,33 %), Life Insurance Corporation of India (4,75 %). Рыночная капитализация на начало января 2008 года — 7,54 млрд $, на ноябрь 2022 года — 19,4 млрд $.
- Натараджан Чандрасекаран (Natarajan Chandrasekaran, род. 2 июня 1963 года) — председатель совета директоров с 2016 года, в группе Tata с 1987 года.
- Гюнтер Бучек (Guenter Butschek, род. 21 октября 1960 года) — главный исполнительный директор с февраля 2016 года, до этого 4 года был главным операционным директором в Airbus, а ещё раньше карьера проходила в Daimler AG.

## Деятельность
Компания выпускает легковые и коммерческие автомобили под марками Tata, Jaguar и Land Rover. Продажи в 2021/22 финансовом году составили 1,034 млн автомобилей, в том числе 194 тыс. легковых автомобилей, 472 тыс. внедорожников, 180 тыс. пикапов, 63 тыс. лёгких грузовиков и 107 тыс. средних и тяжёлых грузовиков. На автомобили Tata пришлось 740 тыс., а на Jaguar Land Rover — 294 тыс., однако доля британского филиала в выручке намного выше — 67 % (1,86 трлн из 2,77 трлн рупий). На Индию пришлось 67 % проданных автомобилей, на Северную Америку — 8 %; по размеру выручки на Индию пришлось 803 млрд рупий, на США — 453 млрд рупий, Китай — 426 млрд рупий, Великобританию — 324 млрд рупий, другие страны Европы — 323 млрд рупий.
Производственные мощности компании включают 6 заводов в Индии (в Джамшедпуре, Пантнагаре, Лакхнау и Пуне); дочерняя компания Jaguar Land Rover имеет 4 завода в Великобритании, а также по одному в Китае (открыт в 2015 году), Бразилии (открыт в 2016 году) и Словакии (открыт в 2018 году). Дочерняя компания Tata Daewoo имеет несколько заводов в Кунсане (Республика Корея). Кроме этого имеются совместные предприятия в Таиланде (с Thonburi Group), Индии (с Fiat) и ЮАР, контрактная сборка осуществляется в Австрии и Марокко. Общая номинальная производительность заводов составляет более 2,5 млн автомобилей в год.
Выручка компании в 2010 финансовом году — 27,046 млрд $ (на 38,7 % выше уровня 2009 года), чистая прибыль — 2,035 млрд $ (рост на 275,6 %). Продажи автомобилей в 2007 году составляли 580 280 шт.

## Модельный ряд

### Пассажирские автомобили
- Tata Tiago
- Tata Altroz
- Tata Tigor
- Tata Punch
- Tata Nexon
- Tata Harrier/H5
- Tata Safari
- Tata Curvv
- Tata Nexon EV
- Tata Tigor EV
- Tata Tiago EV

### Концепт-кары
- 2000 Aria Roadster
- 2001 Aria Coupe
- 2002 Tata Indica
- 2002 Tata Indiva
- 2004 Tata Indigo Advent
- 2005 Tata Xover
- 2006 Tata Cliffrider
- 2007 Tata Elegante
- 2009 Tata Pr1ma
- 2011 Tata Pixel
- 2012 Tata Megapixel
- 2014 Tata Nexon
- 2014 Tata ConnectNext
- 2018 Tata 45X
- 2018 Tata H5X
- 2018 Tata EVision
- 2019 Tata H2X
- 2020 Tata HBX
- 2020 Tata Sierra EV
- 2022 Tata Curvv
- 2022 Tata Avinya

### Исторические модели
- Tata Sierra
- Tata Estate
- Tata Sumo/Spacio
- Tata Indica
- Tata Indigo
- Tata Indigo Marina
- Tata Nano
- Tata Xenon XT
- Tata Winger
- Tata Aria
- Tata Venture
- Tata Iris
- Tata Zest
- Tata Bolt

### Коммерческие автомобили
- Tata Ace
- Tata TL/Telcoline/207 DI
- Tata 407 Ex and Ex2
- Tata 709 Ex
- Tata 809 Ex and Ex2
- Tata 909 Ex and Ex2
- Tata 1109
- Tata 1510/1512
- Tata 1610/1616
- Tata 1613/1615
- Tata 2515/2516
- Tata Starbus
- Tata Globus
- Tata Marcopolo Bus
- Tata 3015
- Tata 3118 (8X2)
- Tata 3516
- Tata 4923 (6X4)
- Tata Novus (Тяжёлый грузовик, разработанный Tata Daewoo)

### Военные автомобили
- Tata LSV
- Tata 407
- Tata LPTA 713 TC (4x4)
- Tata LPT 709 E
- Tata SD 1015 TC (4x4)
- Tata LPTA 1615 TC (4x4)
- Tata LPTA 1621 TC (6x6)
- Tata LPTA 1615 TC (4x2)

### Специальные модели
- Tata OneCAT— в 2008 году Tata Motors намеревается выпустить около 6 000 автомобилей по цене €2,500[31].

### Автобусы
На собственных шасси компания выпускает малые, средние и большие автобусы, для
городских и междугородных перевозок.
Автобусы среднего класса серий 407 и 709 оснащены двигателями TATA. Для более крупных машин используются агрегаты Cummins.
- TATA LPO 1610 TC — низкорамный городской автобус с дизельным двигателем Cummins(100 л. с.) с 46 сидячими местами.
- TATA LPO 1616/62 TC — междугородный автобус с дизельным двигателем Cummins, мест для сидения 45.

Для индийского рынка автобусы TATA выпускаются с праворульной компоновкой и пассажирскими
дверями с левой стороны.

## Дочерние компании Tata Motors

### Telco Construction Equipment (TCE)
TCE, принадлежащее одновременно Tata Motors и Hitachi, сфокусировано, в основном, на производстве экскаваторов и другого строительного оборудования.

### HV Transmission (HVTL) и HV Axles (HVAL)
HVAL и HVTL полностью (на 100 %) принадлежат Tata Motors, заняты в бизнесе изготовления коробок передач и осей для тяжёлых и средних коммерческих автомобилей с производственными мощностями и инфраструктурой в Джамшедпуре.

### Tata Technologies Limited (TTL)
TTL предоставляет инженерные и дизайнерские услуги для автомобильной промышленности. Tata Motors принадлежит доля в 86,91 % акций TTL. TTL расположена в Пуне и предоставляет свои услуги в США и Европе через полностью принадлежащие компании дочерние фирмы в Детройте и Лондоне соответственно. Также у компании имеется представительство в Таиланде.

### Tata Daewoo Commercial Vehicles (TDCV)
TDCV, расположенная в Южной Корее полностью принадлежит Tata Motors (куплена в марте 2004). TDCV занимается производством и продажами тяжёлых коммерческих автомобилей.